# جيمس جونسون سويني
جيمس جونسون سويني (بالإنجليزية: James Johnson Sweeney)‏ هو أمين متحف أمريكي، ولد في 1900 في بروكلين في الولايات المتحدة، وتوفي في 1986.